# Ядерне бомбардування Хіросіми
34°23′41″ пн. ш. 132°27′17″ сх. д. / 34.394791° пн. ш. 132.454718° сх. д.

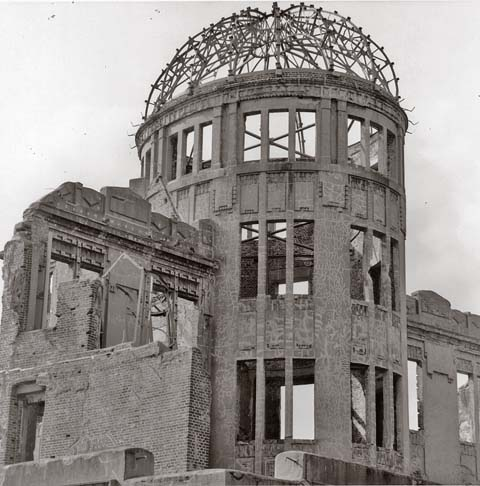
Хіросімський меморіал миру — символ ядерної трагедії, культурне надбання зараховане до Світової спадщини ЮНЕСКО.

Ядерне бомбардування Хіросіми (яп. 広島市への原子爆弾投下, ひろしましへのげんしばくだんとうか) — ядерна атака США проти Японії наприкінці Другої світової війни, здійснена 6 серпня 1945 року скиданням ядерної бомби на японське місто Хіросіма. Це було перше у світі використання ядерної зброї під час військових дій. Через бомбардування загинули десятки тисяч мешканців Хіросіми, а вона сама була повністю зруйнована.

### Рішення Рузвельта
2 серпня 1939 року група єврейських фізиків на чолі з Лео Сілардом, які втекли з Європи від переслідувань нацистів до США й переймалися тим, що Німеччина зможе першою у світі винайти ядерну зброю, написали спільного листа 32-му президенту США, Франкліну Рузвельту, у якому пропонували йому запустити програму з розробки американської ядерної зброї. Звернення підписав нобелівський лауреат Альберт Ейнштейн. У листі було позначено розташування тогочасних уранових рудників у світі. Зазначалось, що європейські уранові рудники діють у Чехії і перебувають під контролем німців, тому США варто було якомога швидше заволодіти урановими рудниками в Конго. За порадою фізиків Рузвельт організував Дорадчий комітет у справах урану, але не виявив великого інтересу до проблеми розробки ядерної зброї, оскільки на той час імовірність її створення була невисокою.
За два роки, в липні 1941 року, фізики Отто Фріш та Рудольф Пієрлс, які переховувались від німців у Великій Британії, зробили підрахунки критичної маси урану, упорядкували матеріали з основних принципів роботи ядерної бомби й зробили доповідь для Комітету МАУД, що працював над розробкою ядерної зброї. Тоді вперше з'ясувалось, що ядерну бомбу можна справді виготовити і що вона має достатні розміри для транспортування її бомбардувальником. Рузвельт дізнався про зміст цієї доповіді в жовтні 1941 року і вирішив розпочати підготовку власної ядерної зброї.

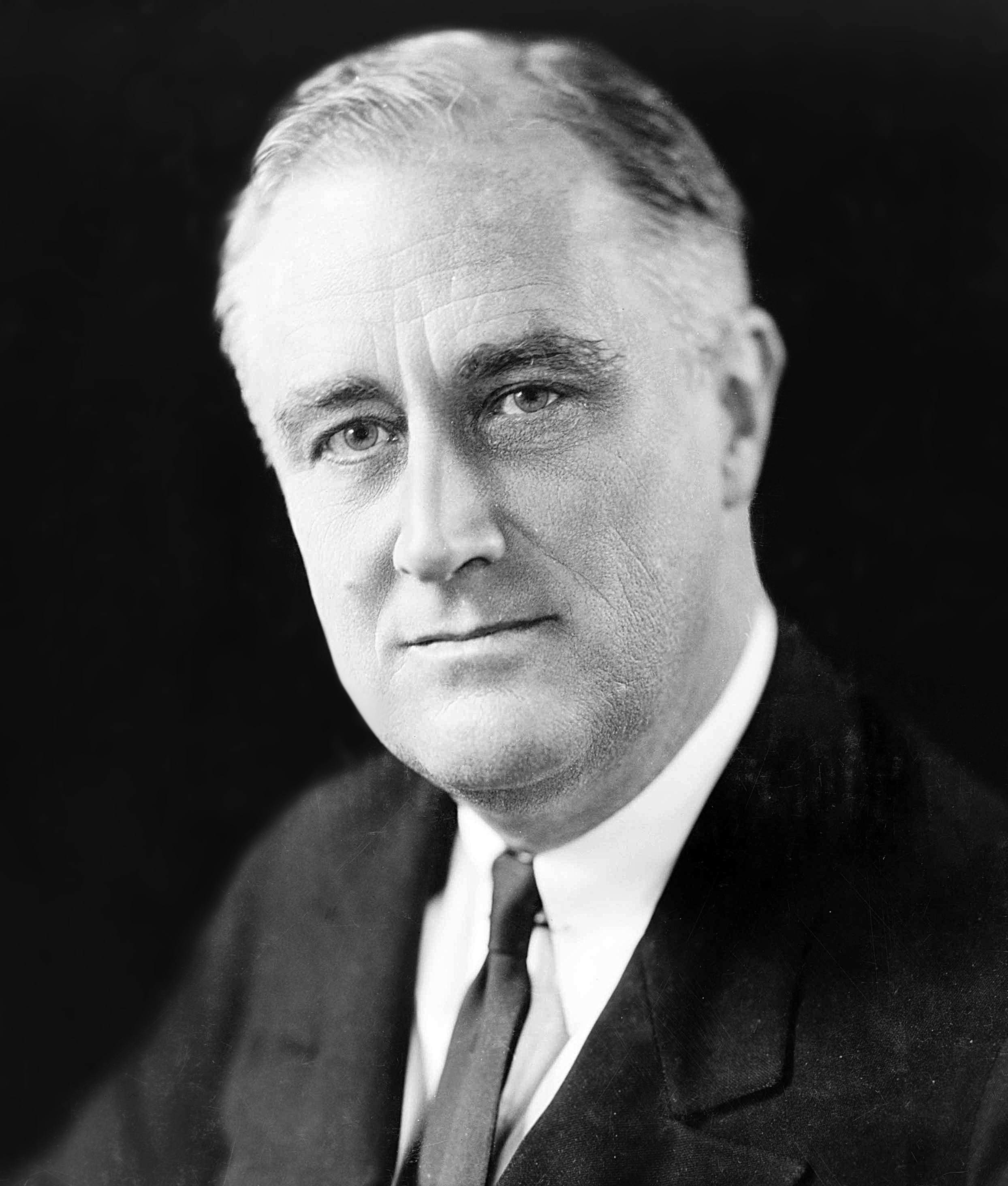
Франклін Рузвельт
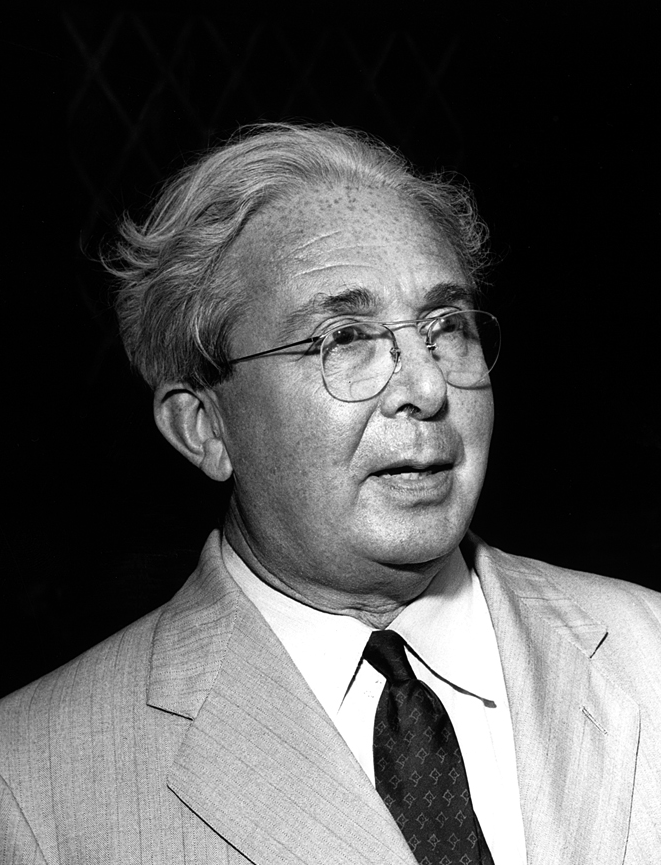
Лео Сілард
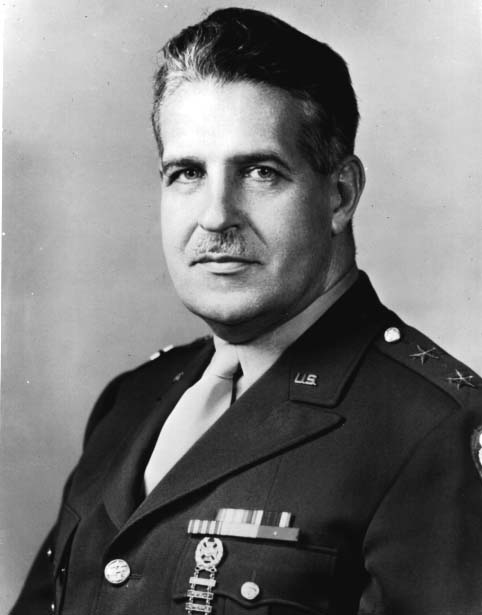
Леслі Гровс
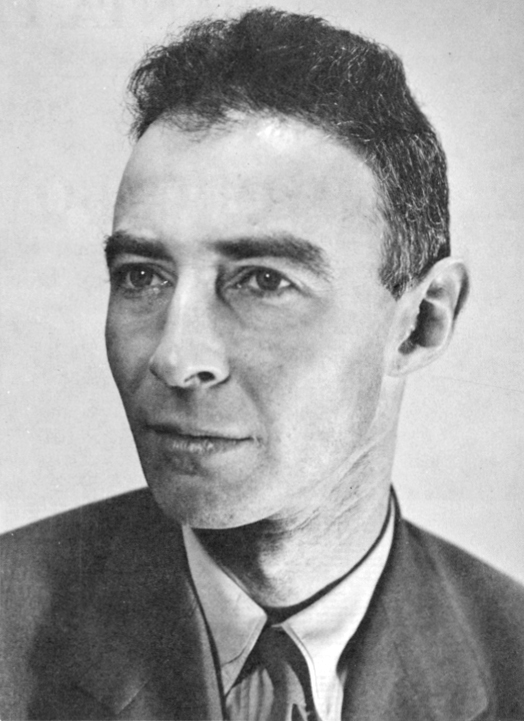
Роберт Оппенгеймер

У червні 1942 року президент запустив таємний «Мангеттенський проєкт» з розробки ядерної зброї. Головним відповідальним за нього було призначено бригадного генерала армії Леслі Гровза. У квітні 1943 року в штаті Нью-Мексико для потреб цього проєкту звели Лос-Аламоську лабораторію. Відповідальність за розробку ядерної бомби було покладено на Роберта Оппенгеймера. Центральним завданням науковців та інженерів, які на виконання проєкту отримали від держави США 2 мільярди доларів США, було отримання збагаченого урану. Задля цього в місті Ок-Ридж штату Теннесі збудували велетенський завод, на якому поставлене завдання було вирішене в червні 1944 року.
19 вересня 1944 року президент Рузвельт зустрівся з прем'єр-міністром Великої Британії Вінстоном Черчілем у Гайд-Парку в штаті Нью-Йорк, де уклав із ним таємні домовленості про співпрацю у сфері розробок ядерної зброї та майбутнє керування нею. Під час зустрічі Рузвельт вперше висловив бажання скинути ядерну бомбу на Японію.
Між тим президент США дав вказівку організувати 509-ту Змішану Групу, підрозділ для проведення ядерного бомбардування. Полковник армії Пол Тіббетс, який від 1 вересня 1944 року був призначений командиром цієї групи, завершив її формування у грудні того ж року. Вона складалась із 14 бомбардувальників B-29 і 1767 військовиків особового складу. Група одразу ж розпочала таємні тренувальні навчання зі скидання ядерної бомби на базі Вендбар у штаті Юта. У лютому 1945 року командування збройних сил США ухвалило рішення провести ядерну атаку Японії з острова Тініан, складової Маріанських островів, і 18 травня 1945 року перевело 509-ту Змішану Групу на базу на цьому острові.

### Противники бомбардувань
Серед науковців і військових Великої Британії і США було чимало противників використання ядерної енергії у військових цілях. Серед них був фізик Нільс Бор, який 7 лютого 1939 року передбачив розщеплення урану 235 повільними нейтронами, а 25 квітня того ж року доповів свою теорію про розщеплення ядра на конференції фізиків в США. Коли у грудні 1943 року він був змушений тікати до Великої Британії через антиєврейську кампанію нацистів у Європі, то вперше дізнався, що союзники не мають наміру застосовувати ядерну енергію у мирних цілях, а займаються виготовленням ядерної бомби. Бор не міг спинити гонки озброєнь, а тому виступав за створення системи міжнародного контролю над ядерною зброєю за участю великих держав, включно із СРСР. 16 травня 1944 року він висловив свої пропозиції Черчиллю, а 26 серпня 1944 року — Рузвельту, проте в обох випадках не був почутий. Навпаки, лідери Британії та США домовилися в Гайд-Парку встановити нагляд за Бором і перешкодити його планам передати секрет виготовлення ядерної зброї СРСР.
За мирне використання новітньої ядерної технології виступав нобелівський лауреат Артур Комптон, співробітник Чиказького університету, який 19 листопада 1944 року опублікував у «Віснику Нуклеонікс» плани майбутнього розвитку ядерної енергії. Він різко виступав проти її застосування у війні, зокрема в бомбардуваннях міст.

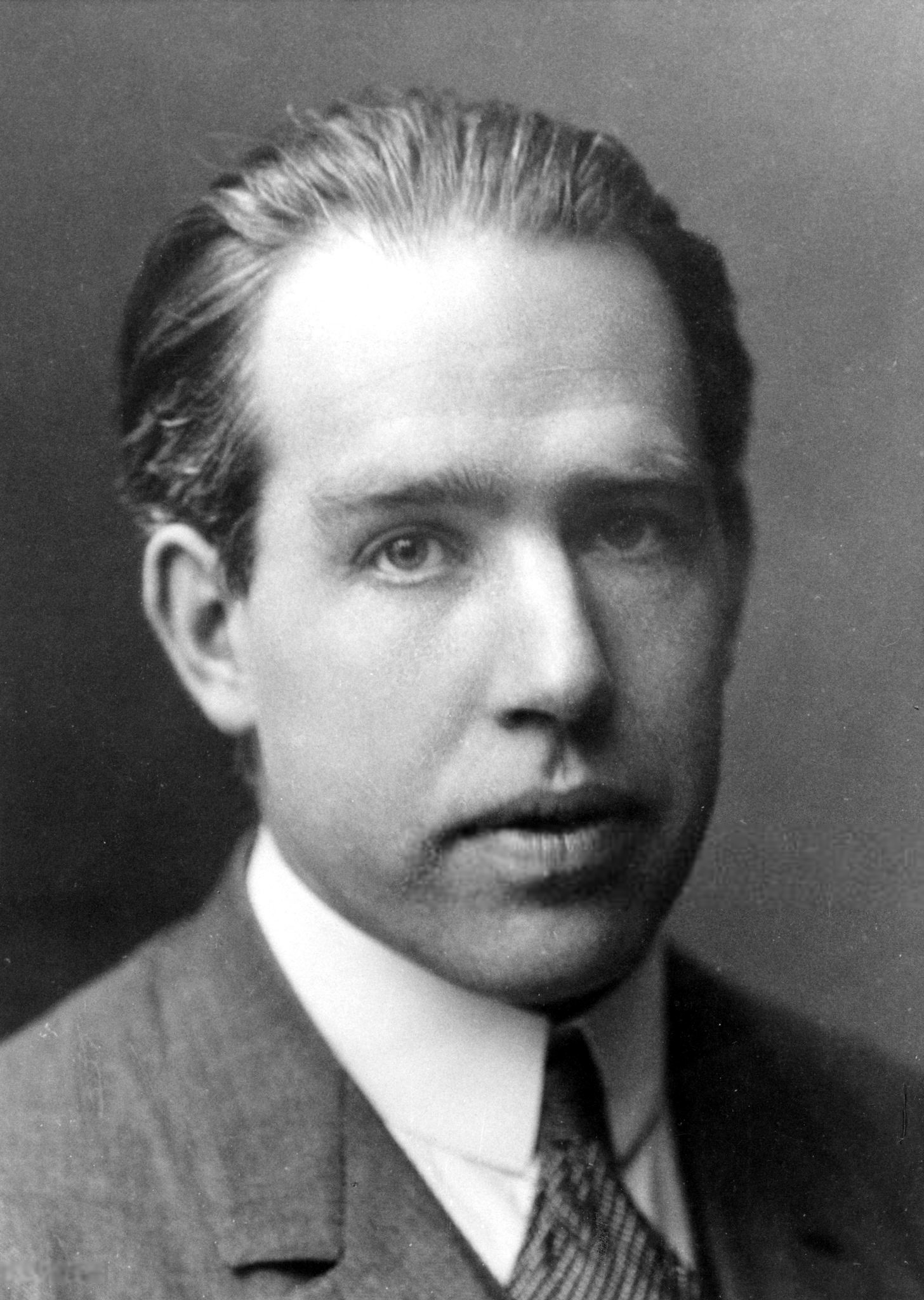
Нільс Бор
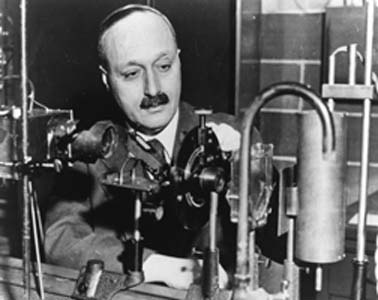
Джеймс Франк
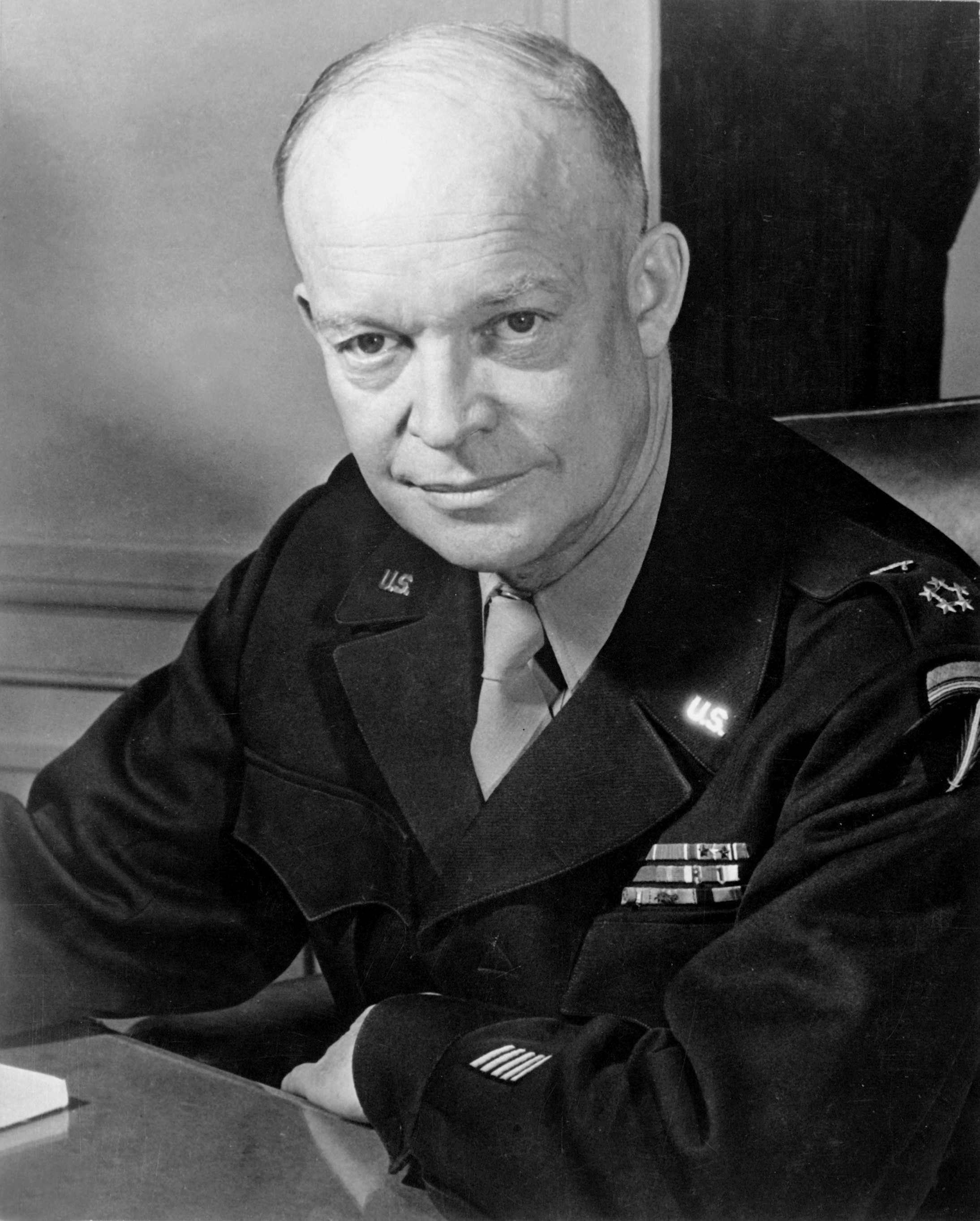
Дуайт Ейзенхауер
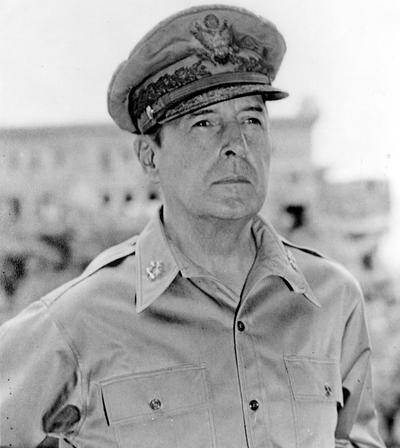
Дуглас Макартур

Після капітуляції Німеччини 8 травня 1945 року, активний поборник створення ядерної зброї Лео Сілард звернувся до держсекретаря США з вимогою не використовувати ядерні бомби у війні. 17 липня того ж року він склав петицію, підписану противниками ядерного озброєння, яку направив американському уряду, але не зміг зупинити «ядерний маховик», який свого часу був запущений ним самим.
11 червня 1945 року нобелівський лауреат Джеймс Франк подав радникам президента США «Доповідь Франка», підписану провідними фізиками — Гленном Сіборгом, Лео Сілардом, Дональдом Х'юзом, Джеймсом Ніксоном, Євгеном Рабиновичем і Джеймсом Стернсом. У цій «доповіді» ядерне бомбардування засуджувалось як аморальний та антигуманний акт, пропонувалося завершити війну демонстрацією потужності ядерної бомби в пустелі чи безлюдному острові, а також висловлювалась необхідність встановлення міжнародного контролю над ядерним арсеналом.
Серед військовиків США проти застосування ядерних бомб у війні з Японією виступали генерал армії Дуайт Ейзенхауер — переможець на європейському фронті воєнних дій, адмірал Честер Німіц — командувач тихоокеанським флотом США, генерал Дуглас Макартур — командувач армією у війні на Тихому океані та багато інших. Навіть серед прибічників ядерної атаки висловлювалися протести щодо неприпустимості бомбардування без попередження противника.
Проте, врешті-решт, зусилля, направленні на запобігання ядерній трагедії, не похитнули рішення президентів США, Рузвельта і Трумена, провести бомбардування. Зокрема, Трумен прагнув продемонструвати світові, насамперед СРСР, якою потужною зброєю володіють США, а також, заощадивши на воєнних витратах, пришвидшити капітуляцію Японії.

### Вибір цілей

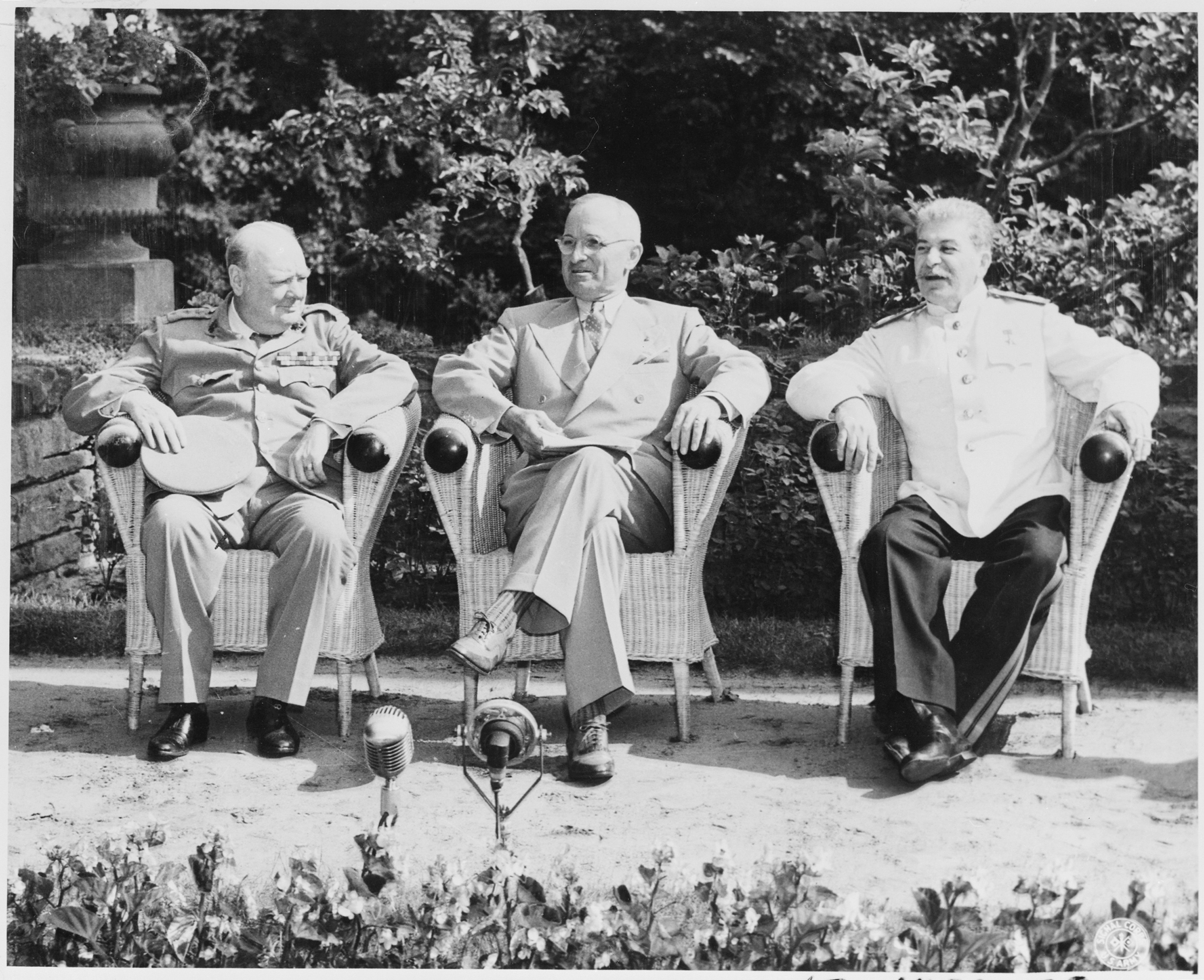
«Троє упорядників світу» на Потсдамській конференції — Черчіль (зліва), Трумен (по-центру) і Сталін (справа).

Через раптову смерть Рузвельта 12 квітня 1945 року, обов'язки президента США перебрав на себе Гаррі Трумен. Він успадкував від попередника план ядерної атаки Японії і мусив визначити «де» і «коли» здійснити удар.
27 квітня 1945 року відбулась перша нарада Комітету Збройних сил США з визначення цілей бомбардування. На ній було встановлено критерії їх відбору, які зводилися до наступного:
1. Площа цілі мусить бути не менше 4,8 км в діаметрі, а в її околицях повинні бути житлові масиви.
2. Ціль повинна міститися на проміжку між Токіо і Наґасакі.
3. Ціль повинна мати високе стратегічне значення.

На основі цих критеріїв було обрано 17 місцевостей, що називалися «об'єктами дослідження».
- Регіон Канто

Токійська затока, місто Кавасакі, місто Йокогама.
- Регіон Токайдо

місто Наґоя.
- Регіон Кінкі

місто Осака, місто Кобе, місто Кіото.
- Регіон Тюґоку

місто Хіросіма, місто Куре, місто Сімоносекі, місто Ямаґуті.
- Регіон Кюсю

місто Яхата, місто Кокура, місто Кумамото, місто Фукуока, місто Нагасакі, місто Сасебо.
З цих 17 були вилучені ті міста, які вже зазнали руйнувань у результаті стратегічних бомбардувань авіації США: Токіо, Осака і Наґоя.
Згодом до критеріїв відбору була додана умова, за якою місцевість для здійснення ядерного бомбардування мусила мати належний рельєф, щоб можна було зрозуміти силу ударної хвилі. Враховуючи новий критерій, на другій нараді Комітету Збройних сил США, що відбулася 11 травня 1945 року, вирішили зупинитися на 4 містах — Кіото, Хіросімі, Йокогамі та Кокурі. Проте тут виникла суперечка між науковцями і військовими щодо доцільності бомбування японської стародавньої столиці Кіото, внаслідок чого Кіото замінили на місто Ніїґата.
З 28 травня 1945 року військове командування США заборонило бомбувати міста, що мусили стати цілями ядерної атаки. Робилося це з метою скласти чітке уявлення, які руйнування може причинити ядерна зброя в місті. Завдяки цьому в Японії стали ширитися чутки, що у вищезазначених Хіросімі, Йокогамі, Кокурі та Ніїґаті немає нальотів ворожої авіації, тому населення з інших міст і містечок стало стікатися туди, шукаючи притулку і безпеки.
| Токійська затока Кавасакі Йокогама Наґоя Кіото Кобе Осака Куре Ямаґуті Кумамото Наґасакі Сасебо Фукуока Яхата Кокура Сімоносекі Хіросіма Японське море Тихий океан Японія СРСР |  | Наґасакі Кокура ХІРОСІМА Ніїґата Японське море Тихий океан Японія СРСР |
| Цілі ядерної атаки на 27 квітня 1945 |  | Цілі ядерної атаки на 25 липня 1945                                    |

14 червня 1945 року на черговій нараді Комітету Збройних сил США було вирішено вилучити Йокоґаму зі списку міст-цілей, а на її місце поставити Наґасакі. Також домовились не попереджувати японської сторони про здійснення бомбардування. Отже, остаточний вибір впав на Хіросіму, Кокуру, Ніїґату і Наґасакі.
25 липня 1945 року президент США Трумен віддав наказ про проведення ядерного удару по Японії. Бомбардування слід було здійснити «особливою бомбою» після 3 серпня за умови гарної погоди. Деталі операції містилися в бойовому наказі № 13 командування авіації США від 2 серпня. Його здійснення було тимчасово відкладене через погану погоду під впливом тайфуну № 8.

### Підготовка
Тим часом 509-та Змішана Група розпочала після 20 липня 1945 року тренування зі скидання ядерної бомби. Замість неї був підготовлений тренувальний заряд, який називали «гарбузом». Він важив 4774 кг і був набитий 2858 кг вибухівки. За формою снаряд нагадував «Товстуна», ядерну бомбу, що пізніше буде скинута на Наґасакі.
Тренування проходили за однаковим сценарієм. Бомбардувальники B-29 мусили вилетіти з бази на острові Тініан, долетіти до певного японського міста, що було визначене тренувальною програмою, точно скинути «гарбуз» і повернутися назад на базу. Було здійснено 49 навчальних вильотів і вражено 30 японських міст. Тренування проходили аж до закінчення Другої світової війни — 24 липня, 26 липня, 29 липня, 8 серпня і 14 серпня.
Одночасно з тренуваннями до острова Тініан стали прибувати по частинах складові ядерної зброї. Важкий американський крейсер «Індіанаполіс», що отримав наказ перевезти основні запчастини бомб, 16 липня 1945 року вийшов з Сан-Франциско і 28 липня дістався до місця призначення. Боєголовку з ураном 235 перевозив транспортний літак «Дуглас С-54 Скаймастер». Збирання ядерних бомб проходило на базі Тініан в режимі повної секретності.

## Операція бомбардування

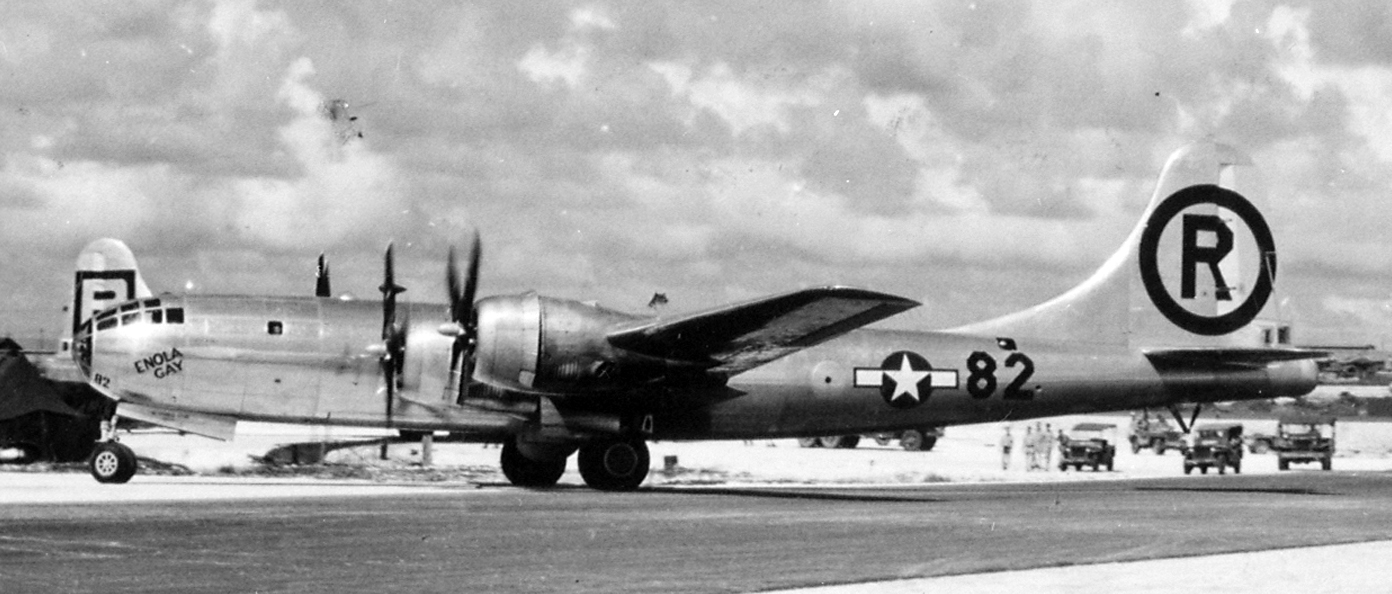
«Енола Ґей» — бомбардувальник, що скинув ядерну бомбу на Хіросіму.

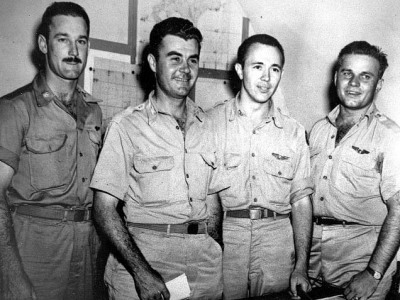
Члени екіпажу «Еноли Ґей». Зліва направо: Феребі, Тіббетс, ван Кірк, Л'юїс.

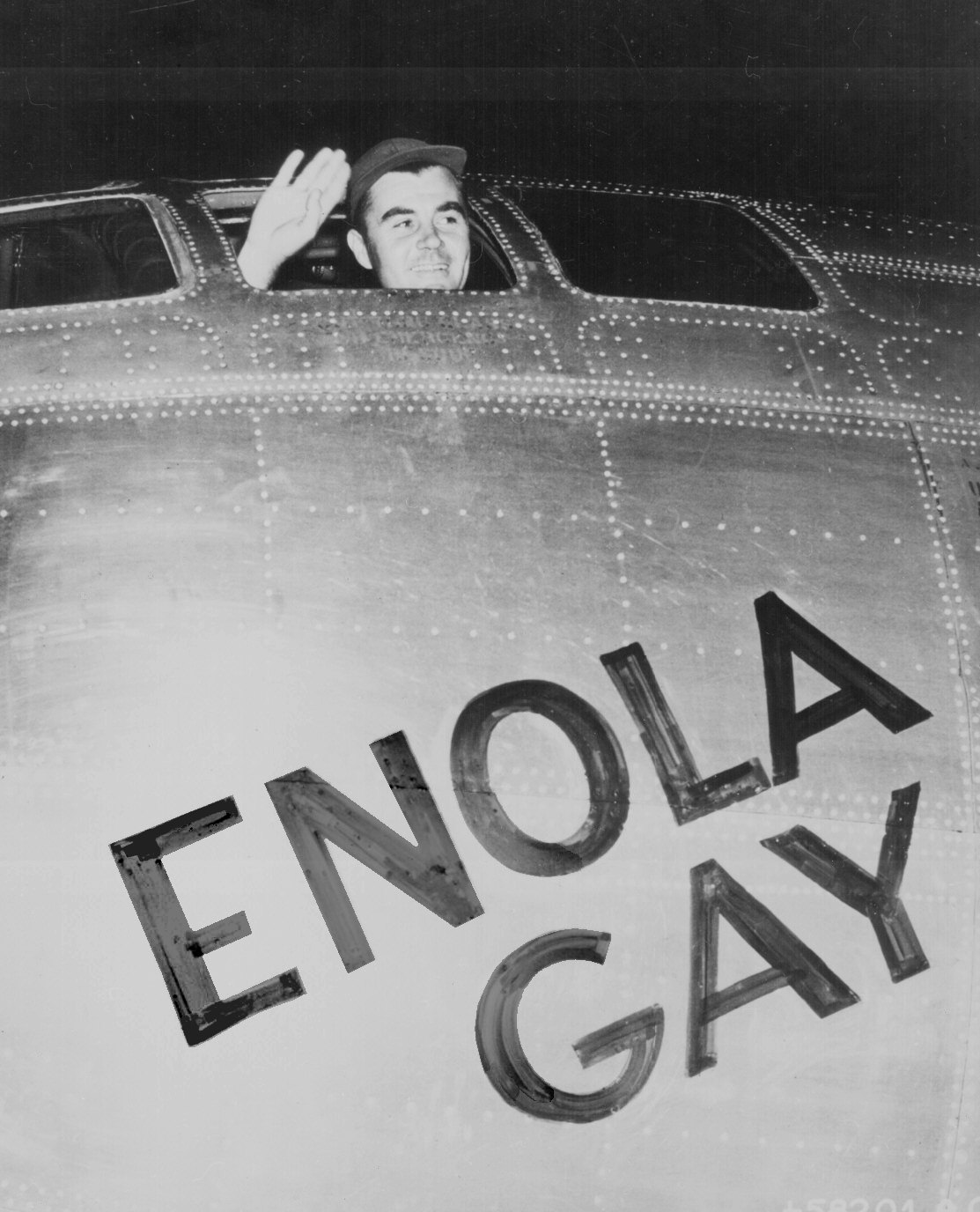
Командир «Еноли Ґей» Пол Тіббетс вирушає бомбардувати Хіросіму.

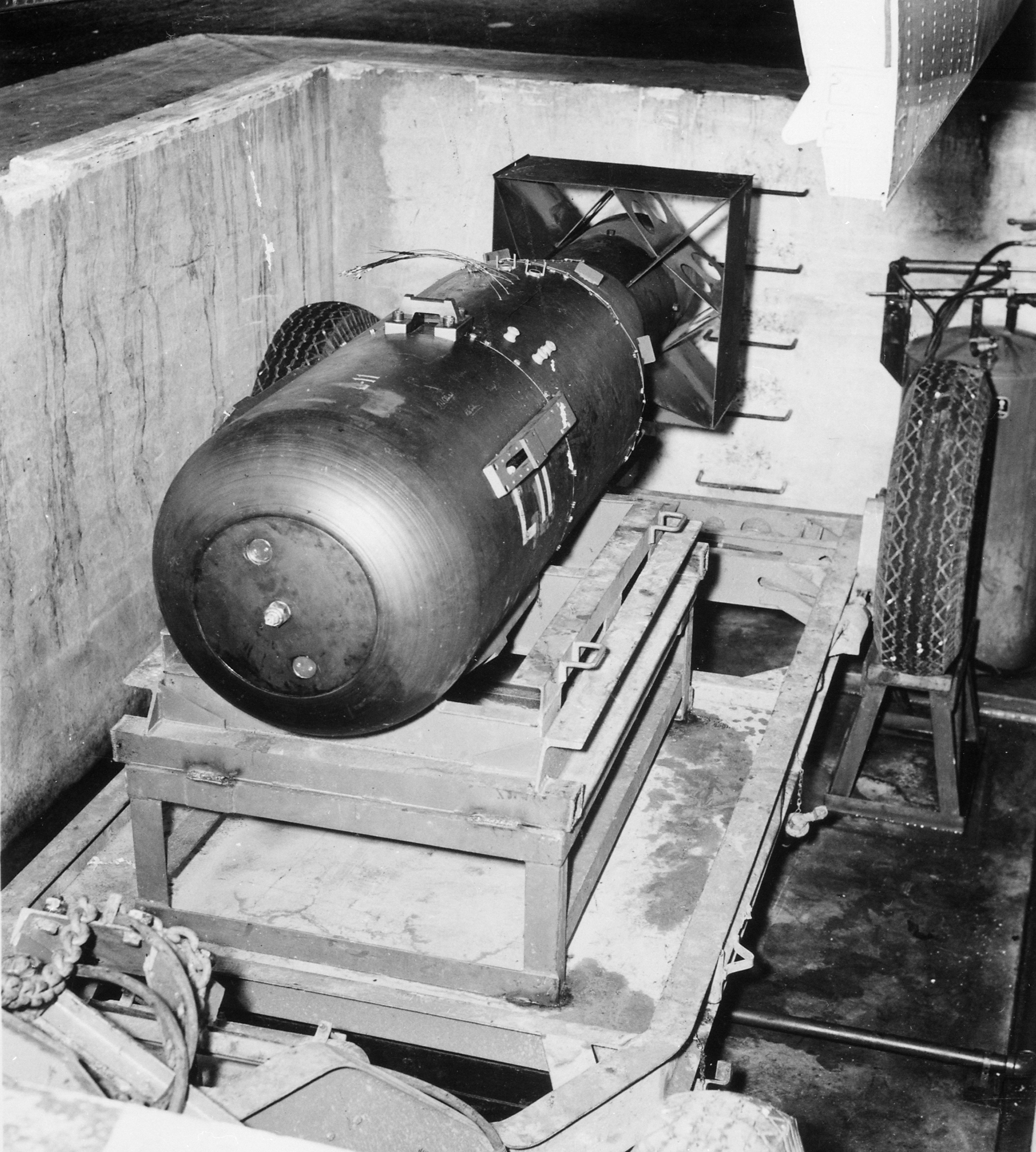
Ядерна бомба «Малюк», що була скинута на Хіросіму.

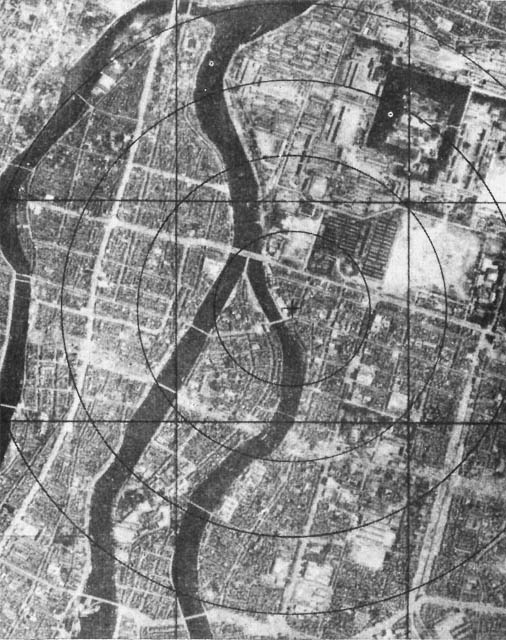
Епіцентр вибуху ядерної бомби. Зліва з гори від нього — Т-подібний міст

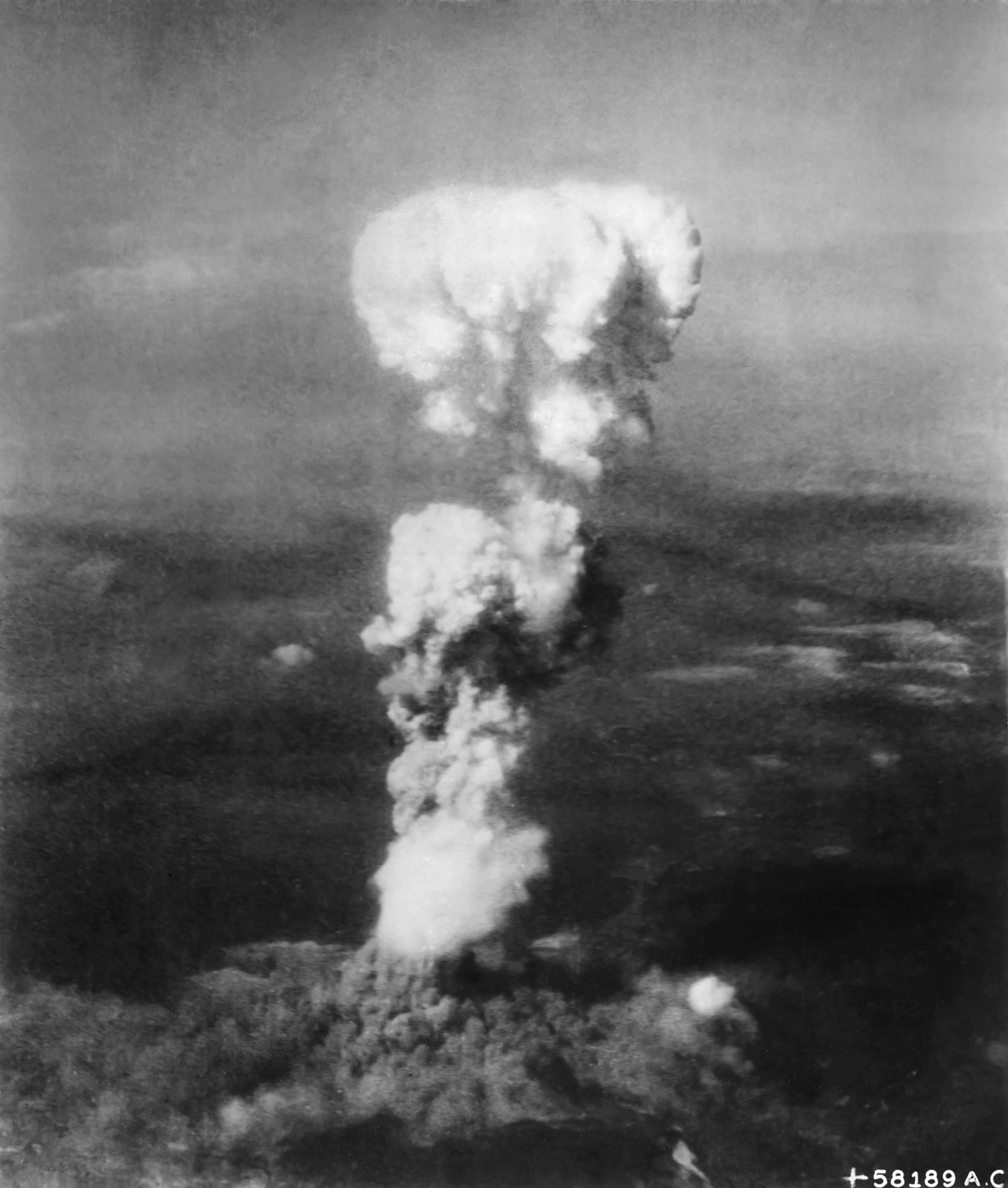
Грибоподібна хмара над Хіросімою після ядерного вибуху.

### Гуам
2 серпня 1945 року командування 20-ї Авіаційної Армії ВПС Армії США, яке перебувало на острові Гуам, надіслало наступний наказ під грифом «цілком таємно» 509-й Змішаній Групі, що дислокувалася на острові Тініан з групи Маріанських островів
Наказ № 13 від 2 серпня 1945 року про проведення військової операції.
- День атаки: 6 серпня.
- Ціль атаки: Центр міста Хіросіми й промислові райони.
- Друга запасна ціль: Арсенал міста Кокура та міський центр.
- Третя запасна ціль: Центр міста Наґасакі.
- Особливі вказівки: Бомбардувати лише видимі цілі.

### Тініан
4 серпня бомбардувальник США B-29 «Енола Ґей» завершив останні навчання зі скидання ядерної бомби й повернувся на північне летовище острову Тініан.
5 серпня, о 21:20, бомбардувальники B-29 з 509-ї Змішаної Групи здійснили розвідувальний політ над Хіросімою і доповіли на авіабазу в Тініані, що завтра у місті буде гарна погода. Водночас на нараді, що проходила на острові, Полковник армії США Пол Тіббетс віддав наказ екіпажу «Еноли Ґей», сказавши: «Операція, яку ми проведемо цієї ночі, увійде в історію!»
Наступного дня, 6 серпня, вночі, о 0:37, з Тініану вилетіли три бомбардувальники B-29 для здійснення метеорологічних спостережень — «Стрейт флаш» до Хіросіми, «Джаббіт ІІІ» до Кокури і «Фулл Хаус» до Наґасакі. О 0:51 запасний літак «Топ Сікрет» направився до острова Іодзіма.
Після цього, о 1:27 бомбардувальник «Енола Ґей», який ніс на своєму борту ядерну бомбу Mk-1 «Малюк», розпочав рулювання і в 1:45 піднявся в повітря по літній смузі А.
Через 2 хвилини, о 1:47, злетів бомбардувальник «Ґрейт Артіст», на який покладалося проведення опису потужності вибуху ядерної бомби, а ще за 2 хвилини, о 1:49, за ним попрямував бомбардувальник «Несесарі Івіл», що мусив провести фотознімання місця вибуху.
Таким чином 6 серпня у ядерній атаці взяли участь шість бомбардувальників B-29 авіації США, четверо з яких вирушили до Хіросіми. Літакам знадобилося шість з половиною годин, щоб дістатися з Тініану до своєї цілі.

### Проліт над Шікоку
6 серпня, о 6:30, Відповідальний за ядерну зброю та командувач операції капітан ВМС США Вільям Парсонс, заступник відповідального за зброю лейтенант армії США Морріс Джеппсон і бомбардир молодший лейтенант армії США Томас Феребі зайшли до відділу зберігання ядерної зброї на бомбардувальнику «Енола Ґей», вийняли зелений запобіжник безпеки з «Малюка» і зарядили його бойовим зарядом.
Після цього Парсонз доповів командиру літака Тібеттсу: «Активізація зброї завершена», на що той відповів: «Зрозумів». Тібетс вперше оголосив по радіо членам екіпажу, що вони везуть: «Хлопці, зброя яку ми веземо — це перша у світі ядерна бомба!».
Одразу після цього офіцер з радарного перехоплення лейтенант 1 класу армії США Джейкоб Бізар виявив на датчиках незрозумілі виблискуючі точки. Зв'язковий рядовий першого класу армії США Річард Нельсон доповів, що апаратно-програмний комплекс для розрізнення своїх і чужих літаків не можуть дати інформацію про ці об'єкти. Через це бомбардувальник «Енола Ґей» пішов на маневр, різко здійнявся в небо на висоту 2000 м, а о 7:30 злетів на висоту 8700 м.[джерело?]
Пролітаючи над великим островом Шікоку бомбардувальники США були помічені японським наземним радаром. Японські літаки злетіли і двічі обстрілювали «Енолу Ґей», але безрезультатно. Вислизнувши з небезпечної ситуації, бомбардувальники США продовжили політ до своєї цілі.

### Хіросіма
Після 7:00 Хіросіми досяг бомбардувальник B-29 для здійснення метеорологічних спостережень «Стрейт флаш», під командуванням майора Клода Езерлі. Переконавшись, що небо в місті чисте, він зв'язався з «Енолою Ґей» і доповів: «Погода ясна, перешкод історичній операції з ядерного бомбардування немає. Видимість — 10 миль, висота — 15 000 футів, хмарність — 1/12». У цю мить було остаточно вирішено атакувати основну ціль — Хіросіму. У наказі № 13 від 2 серпня 1945 року від командування США стояла умова про проведення операції лише за видимості цілі, тому інформація про чистоту неба від бомбардувальника-розвідника була дуже важливою.
О 7:09 бомбардувальник B-29 «Стрейт флаш» був помічений японськими силами протиповітряної оборони, які здійняли повітряну тривогу. Проте о 7:31 він полишив Хіросіму, пролетівши над нею, тому тривогу зняли.
О 8:06 японці помітили в небі ще 2 бомбардувальники B-29. Японське радіо повідомило про них, прийнявши за розвідників. Через це мешканці Хіросіми не переймалися ними й не здіймали паніки. Головний штаб військового округу Тюґоку також не дав вказівки здійняти повітряну тривогу.
О 8:09, бомбардувальник «Енола Ґей» побачив перед собою центр Хіросіми.
О 8:10 японська сторона отримала інформацію, що 3 бомбардувальники B-29 вторглися в небесний простір префектури Хіросіма. За хвилину Головний штаб військового округу Тюґоку, що перебував у Хіросімі, видав інструкції підготувати повітряну тривогу. У цей час «Енола Ґей» уже пролітав над Хіросімою на висоті 9,632 м. Спочатку він скинув три радіозонди з парашутами для виміру сили вітру та атмосферного тиску; парашути дуже виділялися в блакитному безхмарному небі й мешканці міста добре бачили їх.
О 8:12 навігатор капітан армії США Теодор ван Кірк пересвідчився, що «Енола Ґей» дістався позиції атаки (IP). Літак перевели в режим автопілота. Бомбардир Фаабі ввів у бомбардувальний приціл Нордена дані про висоту, шляхову швидкість, напрям вітру, температуру й вологість повітря. Він обрав за мішень для бомби (АР) Т-подібний міст, що добре виднівся з повітря. Цей міст стояв у центрі Хіросіми в місці, де річка Ота розділялася на два рукави.
О 8:13 японці знову здійняли повітряну тривогу по місту: «Повідомляє командування військового округу Тюґоку. Три великих літаки ворога просуваються на захід у напряму Сайдзьо. Термінова тривога!»
О 8:15 17' ядерна бомба «Малюк» була скинута на Хіросіму автоматично. Три бомбардувальники США В-29 різко змінили курс на 155 градусів, щоб уникнути падіння машин від удару вибухової хвилі та інфрачервоних променів. Теббітс знову взяв на себе керування літаком і спустив його з висоти так швидко, що деякий час в салоні був стан невагомості.
Падаючи, «Малюк» полишив капсулу і нісся додолу, безладно обертаючись довкола своєї осі. Незабаром стабілізатори хвостової частини схопили повітря і він прокреслив у повітрі параболу. Ядерна бомба вибухнула за 43 секунди після того, як була викинута з літака, на висоті 600 м.

### Повернення на базу
Ударна хвиля досягла бомбардувальника «Енолу Ґей», що втікав. Його так сильно трусило, що командир Теббітс сприйняв це за обстріл японської протиповітряної оборони.
О 2:58 «Енола Ґей» повернувся до ясного Тініана, на базу північного летовища. Екіпаж бомбардувальника з 12 чоловік вітали сотні офіцерів та солдатів. Головнокомандувач стратегічної авіації США генерал-майор Карл Шпаац нагородив полковника Теббітса і його команду. Ввечері вояки 509-ї Змішаної Групи разом із вченими організували розкішну вечірку, яка тривала до пізньої ночі.
Момент ядерного вибуху знімали на кольорову плівку, але вона була втрачена — по поверненні на базу її невдало проявили. Проте голова наукової комісії, яка летіла іншим літаком, Гарольд Агню, зміг зняти 8 мм камерою грибоподібну хмару 3 хвилини після вибуху. На сьогодні це єдине зображення першого у світі ядерного бомбардування.

## Хіросіма перед бомбардуванням

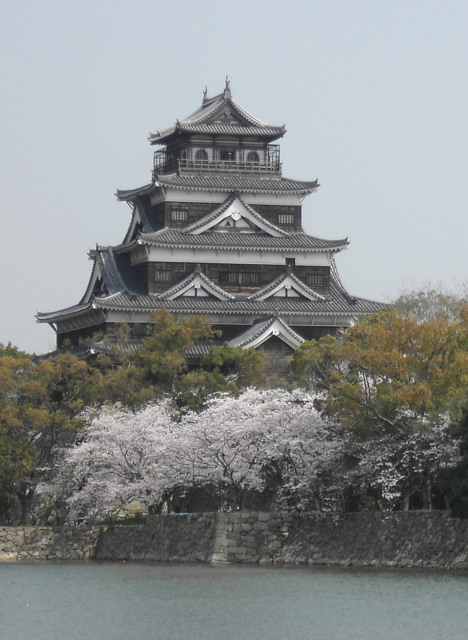
До бомбардування Хіросімський замок входив до складу національних скарбів Японії.

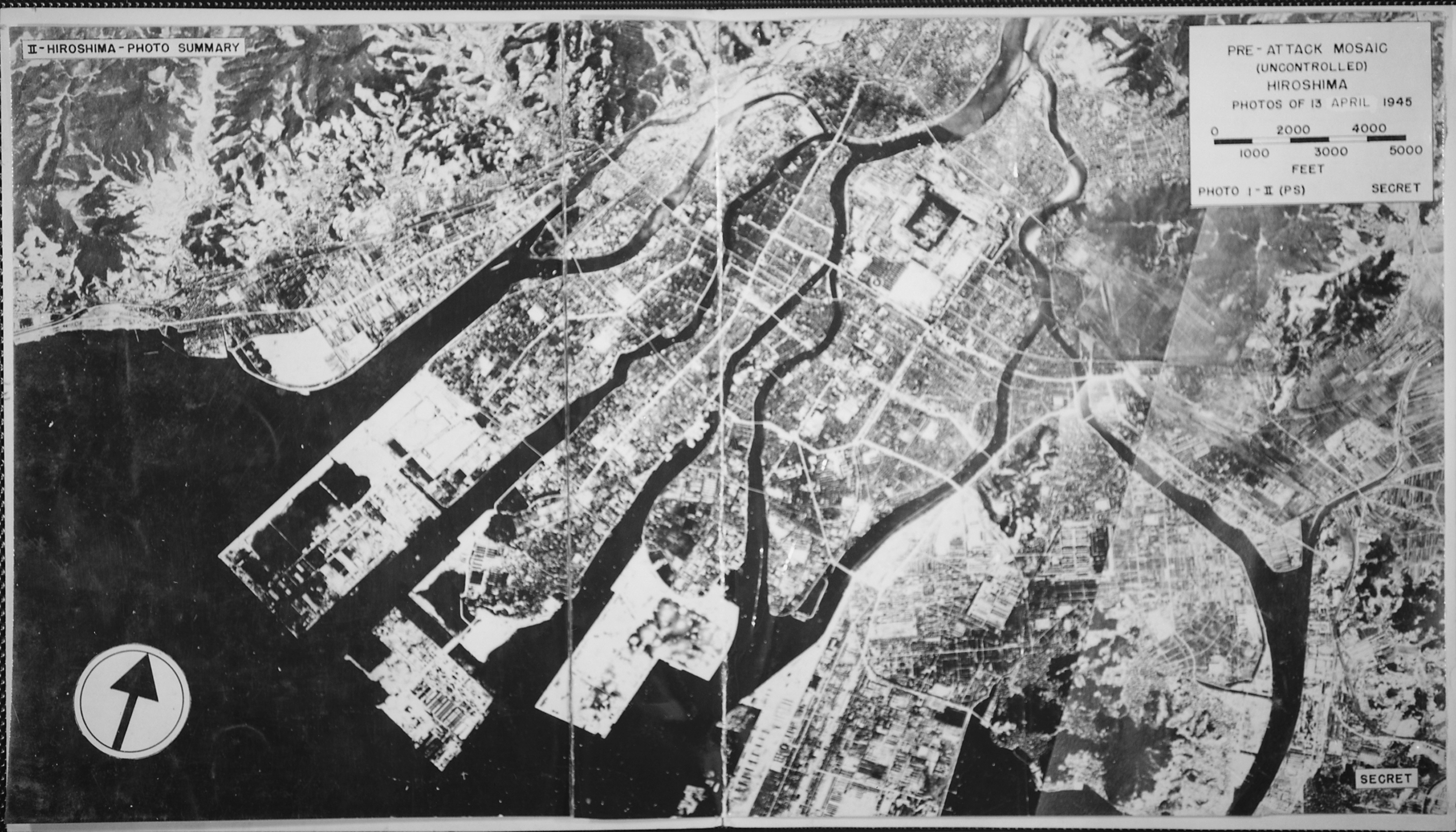
Хіросіма до ядерної атаки.

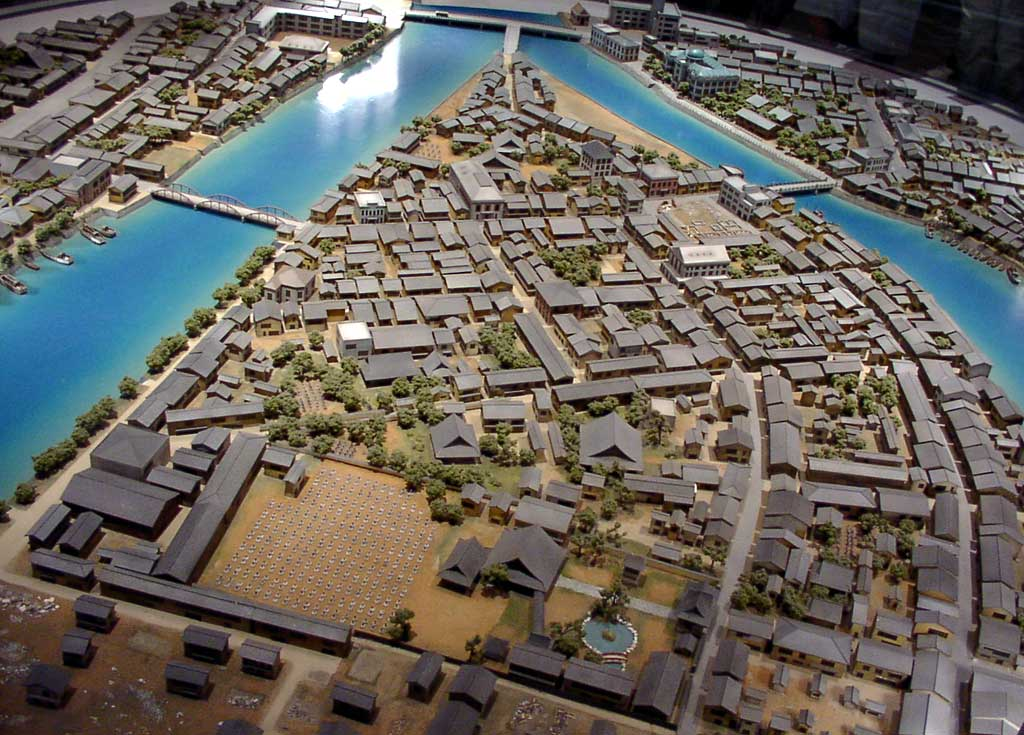
Цивільний район Накадзіма, місце епіцентру ядерного вибуху.

### Місто
Хіросіма була одним із найбільших міст Японії, політико-економічним центром регіону Тюґоку. Її заснували самураї роду Морі наприкінці 16 століття як містечко при рівнинному замку в дельті річки Ота, що впадала у Внутрішнє Японське море. У 17 — 18 століттях Хіросіма була «столицею» автономного володіння Хіросіма-хану, а з другої половини 19 століття стала адміністративним центром префектури Хіросіма.
У першій половині 20 століття Хіросіма славилась великою кількістю освітніх закладів. Тут була Хіросімська вища педагогічна школа, Хіросімська жіноча вища педагогічна школа, Інститут гуманітарних та природничих наук, Особлива інженерна школа та інші. Зокрема, Хіросімська вища педагогічна школа була другою за величиною після однойменної токійської школи і служила постачальником освітніх кадрів для всієї Західної Японії..
Водночас Хіросіма була великим військовим містом. Під час японсько-китайської війни 1894–1895 років вона виконувала функції столиці країни — у місті перебував Генеральний штаб Збройних сил Японії, а також проходили тимчасові засідання японського Парламенту. Це стало поштовхом до розвитку місцевої воєнної інфраструктури. На 1945 рік у Хіросімському замку розташовувався штаб командування 5-ї дивізії Імперської армії Японії, а на заході Хіросімської залізничної станції розміщувався штаб командування 2-ї Загальна армії Імперської армії Японії, що була сформована для оборони Японського архіпелагу. Довкола них стояли армійські казарми. На півдні міста існував порт Удзіна, де розташовувався штаб командування транспортної флотилії Імперської армії.
Загалом, на момент ядерного бомбардування в Хіросімі проживало близько 350 000 осіб, серед яких постійні цивільні жителі становили 290 000, військові — 40 000, а приїзджі з провінції — 20 000 осіб.
Центр Хіросіми, куди була скинута бомба, а сьогодні розташовується Хіросімський парк миру, називався районом Накадзіма, «центральним островом». Він лежав у центрі Хіросімської дельти й був місцем проживання простого люду, головним міським осередком розваг та комерції. Більшість будинків району були дерев'яними, збудованими ще у 18-19 століттях.

### Останні дні
3 серпня і 4 серпня 1945 року в Хіросімі лив дощ.
У неділю, 5 серпня, його відігнав антициклон і в місті відновилася гарна погода. Уночі в Хіросімі двічі підіймали повітряну тривогу й більшість жителів не виспалась, бо переховувалась у бомбосховищах. Того ж дня в центрі міста видавали рисові пайки.
Понеділок 6 серпня був робочим днем. Зранку температура повітря становила 26,7 °C, вологість — 80 %, а атмосферний тиск — 1018 гПа. Швидкість північно-східного вітру становила 1 м/с, а хмарність — 1-2 бали.
О 7:09 в небі з'явився американський літак. Була піднята повітряна тривога й жителі поховалися в бомбосховища. Тривогу зняли о 7:31 і місто знову ожило. Всі поспішали на роботу й навчання, які починалися о 8 ранку. Більша частина робітників, молодих жінок і понад 10 тисяч учнів середніх та вищих шкіл працювали на військових заводах Міцубісі й Тойо. Матері з дітьми та декілька тисяч школярів середніх і початкових шкіл проводили евакуацію будівель. Багато дітлахів дошкільного і молодшого шкільного віку, як жителів міста так і приїжджих, були в цей час на навчанні в дитсадках та прихрамових школах.

## Хіросіма після бомбардування

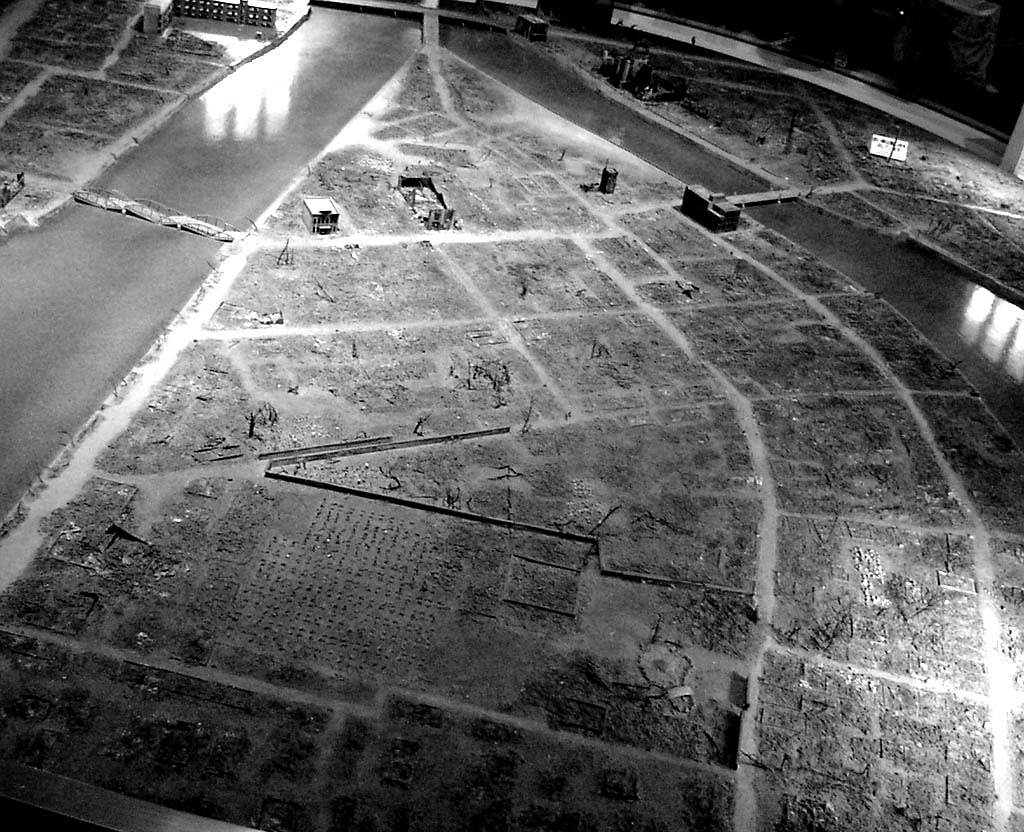
Район Накадзіма після вибуху.

### Епіцентр вибуху
У 500-метровій зоні епіцентру вибуху спалах й ударна хвиля сталися одночасно. Під тиском миттю було знищено всі будинки. Вистояли лише залізобетонні споруди, які зазнали страшних руйнувань. Ударна хвиля понищила більшість мостів.
Від потужного світлового випромінювання загинули всі люди, які були надворі. Їхня шкіра обвуглилась, а волога, що була в тілі, випарувалась. Вулиці були вкриті чорними погорілими трупами. Жар знищив також усіх тих, хто їхав у транспорті, що проїжджав центром міста.
Чорна грибоподібна хмара, пил і ґрунт, підняті в повітря ударною хвилею, повністю закрили сонце. Місто поглинула пітьма. Висока температура повітря й землі спричинили пожежі. За спогадами очевидців Хіросіма вмить перетворилася на пекельне «місто смерті».

### Зона ураження

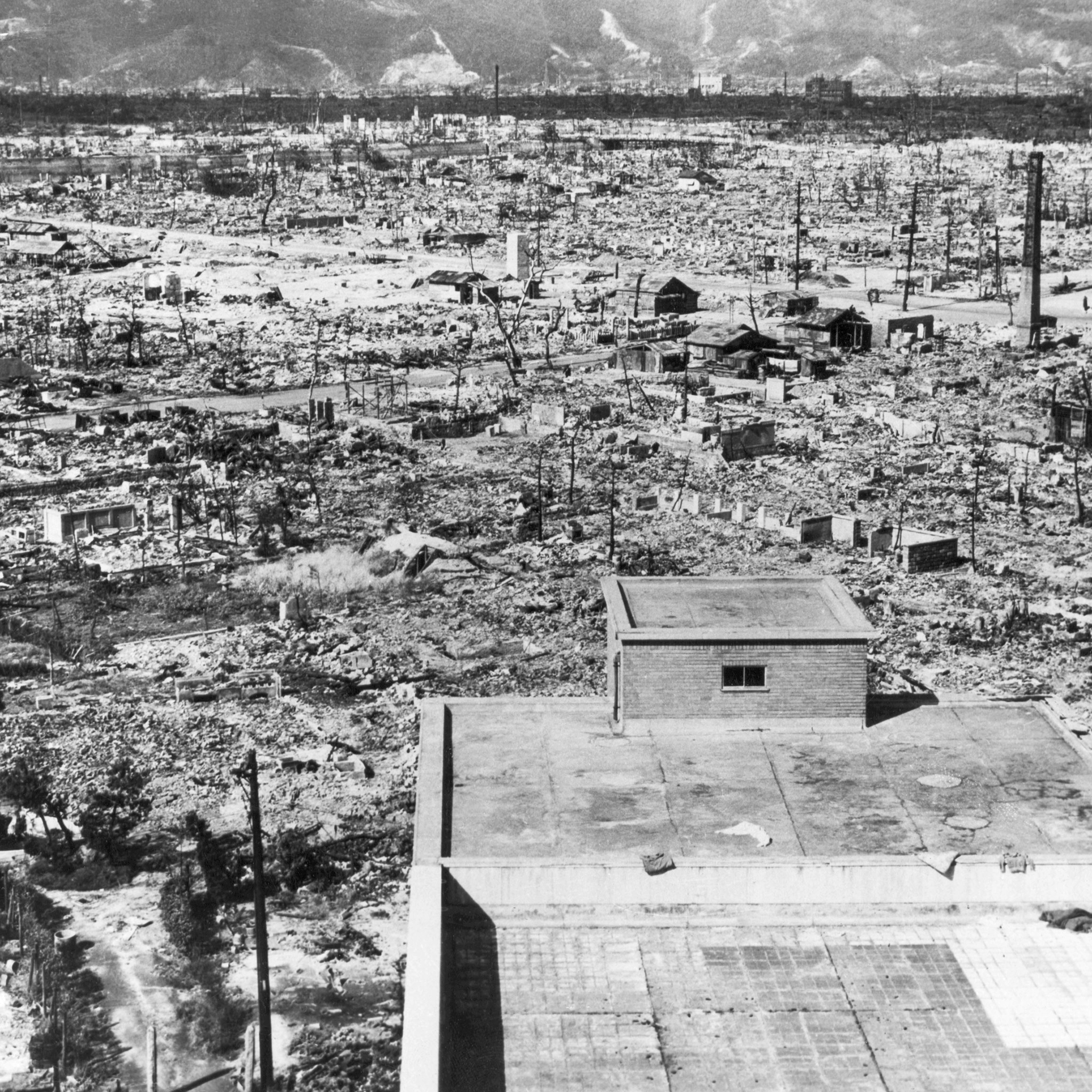
Вигляд міста після трагедії.

За 1-2 км від епіцентру вибуху спалах прийшов раніше за ударну хвилю. Світлове випромінювання завдало людям тяжких опіків. Особливо постраждали жінки та школярі, які працювали надворі на громадських роботах. Серед них було найбільше загиблих.
Одразу після спалаху нагрянула гаряча ударна хвиля. Вона відкидала людей на десятки метрів, зривала їхній одяг та розпечену шкіру, жбурляла в них уламки дерев, черепиці та скла. Ті, хто опритомнів після удару, виявляли на своєму понівеченому тілі шматки шкіри, яка подібно до дрантя звисала з плечей, спини, ніг. Багатьом повибивало очі та розірвало нутрощі.
Люди, які перебували у будинках, змогли уникнути прямого теплового удару, але не уникли руйнівної сили проникної радіації. Ударна хвиля знесла дерев'яні споруди, ховаючи їхніх мешканців під уламками черепичних дахів. Вогонь, що виник від надмірного нагріву довкілля, спалював тих, хто намагався вибратися з завалів. У пошуках води та безпечного місця покалічені й обпалені люди кидалися до міських річок, ставків і басейнів.
Пожежа, яка спалахнула в центрі Хіросіми в радіусі 2 км незабаром поширилися по всіх житлових районах, спричинивши вогняний смерч. Швидкість вітру сягала до 18 м/с. Вогняний буревій спустошив північну округу міста. В радіусі 2 км були випалені усі будинки, а в радіусі 3 км — 90 % усіх споруд. В цілому, полум'я охопило територію радіусом 11,4 км.

### Рятувальні роботи

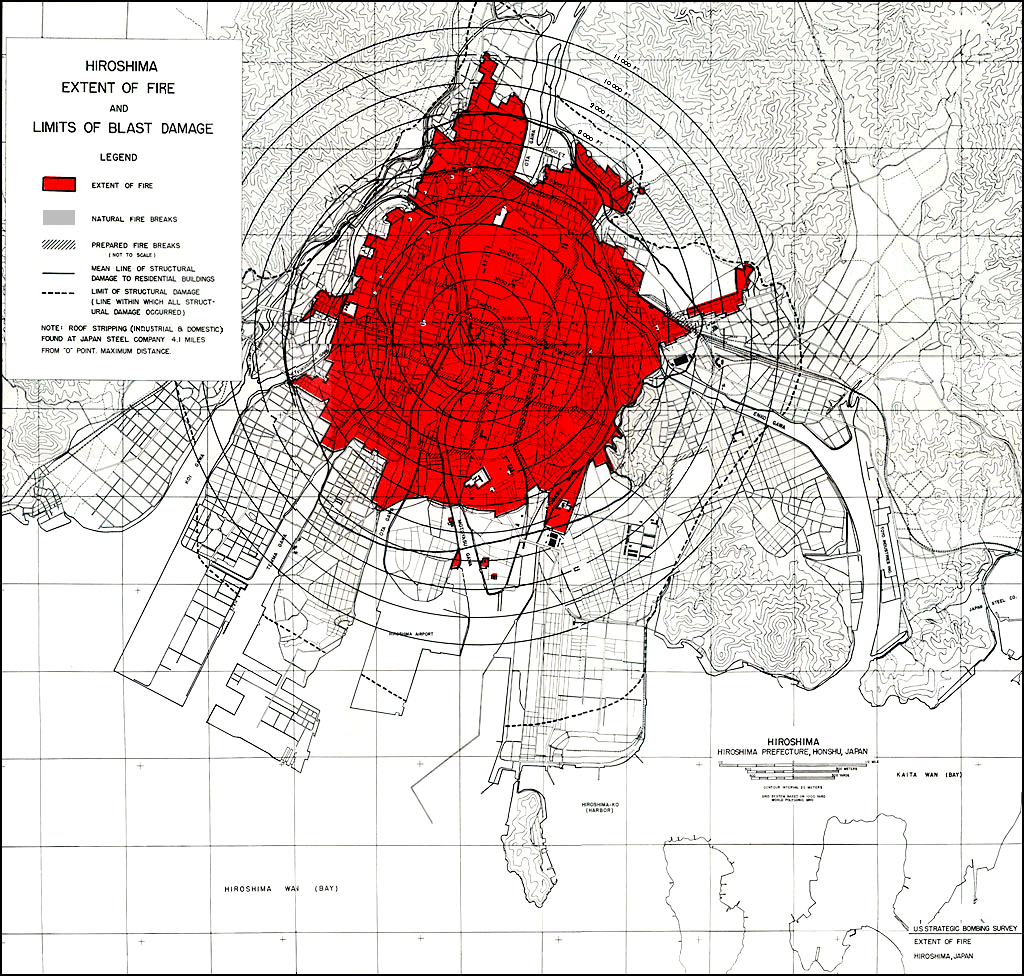
Зона ураження і пожеж.

Після вибуху інфраструктура Хіросіми була знищена на 90 %. Місто виявилося паралізованим — мерія, префектурна адміністрація, штаб 5-ї армійської дивізії та інші установи згоріли, зазнавши істотних людських втрат. У такій ситуації рятувальні роботи довелося проводити загонам штабу армійської транспортної флотилії з портового району Удзіна, що був віддалений від епіцентру вибуху на 4 км і постраждав менше.
Насамперед солдати розпочали гасити пожежу на півночі міста, у районі Кабе. Після цього вони приборкали вогонь у найголовніших лікарнях Хіросіми, які зробили місцем збору потерпілих. У перший же день рятувальних робіт вояки зібрали декілька тисяч поранених. Деякі з цих людей були направлені до карантинної станції на острові Ніно в Хіросімській затоці.
У місті ліків не було, тому були сформовані загони для їх збору в сусідніх містах і префектурах. Штаб флотилії також перетворили на лазарет. Загалом по Хіросімі створили 53 рятувальні притулки. На вересень 1945 року кількість потерпілих, які перебували на лікуванні, перевищила 200 000 осіб.

## Енерговиділення бомбардування
У ядерній бомбі, яку було скинуто на Хіросіму, було 50 кг урану 235, а ядерна реакція була спричинена поділом 1 кг від цієї маси. У результаті вибуху вивільнилася енергія 63×1012 Дж, що дорівнює приблизно 15 кілотонн TNT. Енергія вивільнилися у формі ударної хвилі, світлового випромінювання та проникаючої радіації, співвідношення яких склало 50 % — 35 % — 15 %.
Виходячи з того, що бомбовий запас бомбардувальника США В-29 становив щонайбільше 5 тонн, сила удару по Хіросімі дорівнювала нальотові 3 000 бомбардувальників, які скинули весь свій «вантаж смерті» одночасно. Для порівняння, найбільший рейд авіації США проти Японії відбувся 10 березня 1945 року, коли 344 літаки В-29 скинули на Токіо 2000 тонн вибухівки. Потужність ядерного бомбардування була увосьмеро вищою.

### Ударна хвиля
Під час ядерної реакції відбулося вивільнення енергії, пікове підвищення температури й тиску повітря, що спричинило ударну хвилю.
В епіцентрі вибуху швидкість хвилі була надзвуковою й становила 440 м/c, а тиск становив 35×105 Па (350000 кГ/м² або 35 атмосфер). Там не лишилося жодної вцілілої будівлі й жодної живої істоти.
У радіусі 1 км тиск вибухової хвилі дорівнював 106 Па (10 атмосфер)[джерело?]. Вона знесла майже всі будівлі, окрім сейсмостійких залізобетонних споруд.
У 2-кілометровій зоні, де тиск досягав 3х105 Па (3 атмосфери)[джерело?], було зруйновано всі дерев'яні будинки.

### Світлове випромінювання
Ядерна реакція супроводжувалась світловим випромінюванням, джерелом якого була вогняна куля. Температура її поверхні становила близько 7000 °C. Сама куля була схожою на друге Сонце, що висіло за кількасот метрів від земної поверхні.
Енергія випромінювання цієї кулі становила 22×1012 Дж (5,3×1012 кал)[джерело?]. Потужне інфрачервоне випромінювання тривало протягом 3 секунд після вибуху. Отримана земною поверхнею енергія становила 100 кал/см² в епіцентрі вибуху, 56 кал/см² у 500-метровій зоні й 23 кал/см² у кілометровій зоні.
Через те, що випромінювалася велика кількість світла й тепла, за короткий час поверхні дуже нагрілися. В епіцентру вибуху температура становила 3000 — 4000 °C. Уражені світловим випроміненням черепичні дахи плавилися, а дерев'яні покрівлі спалахували самі собою. Все живе горіло, тліло або зазнавало страшних опіків.

### Проникна радіація
Внаслідок ядерної реакції у великій кількості випромінювалися альфа- та бета-частинки, гамма-промені та потоки нейтронів.
В епіцентрі на 1 см² земної поверхні припадало 12×1010 швидких і 9×1012 теплових нейтронів[джерело?].
Після бомбардування рентгенівська плівка, яку ще не встигли використати в хіросімській лікарні Червоного хреста, була вся «засвічена», внаслідок чого японці зрозуміли, що бомба, скинута на місто, була ядерною[джерело?].
Земна поверхня була радіоактивно заражена продуктами ядерного вибуху.

### Чорний дощ
У результаті вибуху над Хіросімою здійнялась величезна грибоподібна хмара, яка мала високу температуру та містила значну кількість радіоактивно зараженого ґрунту, піднятого з землі. Вона швидко здійнялась в повітря, а після охолодження в атмосфері — пролилася дощем. Його краплі були чорними й липкими внаслідок високого вмісту пилу й бруду в хмарі. Цей дощ отримав назву «чорного дощу».
Того дня був південно-східний вітер і хмара поступово пересувалася на північний захід. Дощ ішов безперестанку й забруднив територію радіусом 11 — 19 км. Він викликав загальне зовнішнє опромінення споруд, доріг, річкових вод і спричинив променеву хворобу в багатьох живих істот.

## Людські жертви

### Поранення

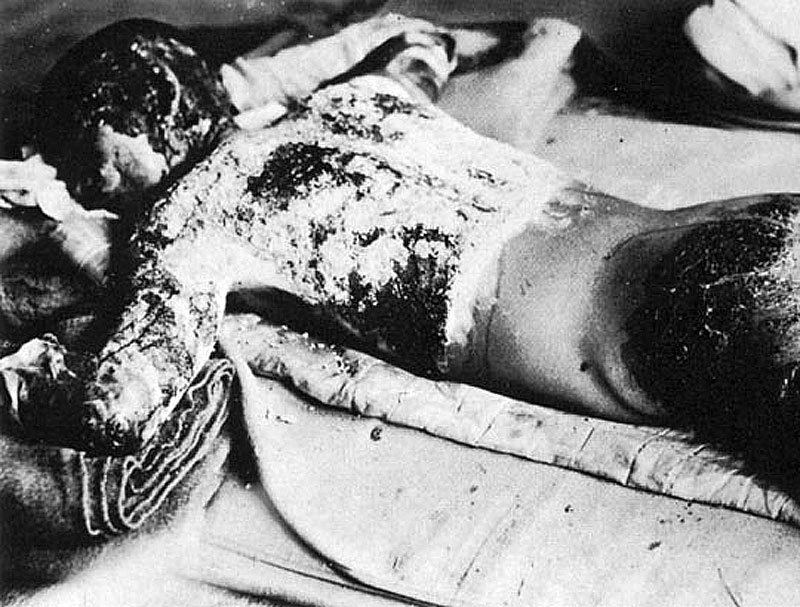
Потерпілий юнак з опіками дуже важкого ступеня тяжкості.

Світлове випромінювання завдало опіків людям на площі 3,5 км². За 600 м від епіцентру вибуху температура повітря становила 2000 °C, так що текла поверхня черепиці дахів. У цій зоні майже всі мешканці Хіросіми згоріли живцем. На відстані 1 км люди зазнали опіків дуже важкого ступеню тяжкості, при яких людська шкіра плавилася й звисала як дрантя. Пожежі, що сталася після вибуху, спричинили повторні опіки населення. Незвичайна спека, породжена вибухом і пожежами, відчувалася за 20 км від Хіросіми, в районах Кабе та Куре.
Упродовж наступних 7 днів 90 % мешканців міста, обпалені в радіусі 1 км від епіцентру вибуху, загинули. У радіусі 2 км люди зазнали опіків важкого або середнього ступенів тяжкості. Поза 2 км зоною опіки були легкими. Лікування проходило швидко, але після одужання в людей з'являлися побічні ефекти: надмірна регенерація шкіри організмом спричиняла появу пухирів — келоїдів, які виникали повторно, навіть після хірургічного усунення.
Багато людей мали тяжкі поранення від уламків скла та будівельних матеріалів, розкиданих ударною хвилею в результаті руйнації будинків. Ці уламки лишалися в тілі постраждалих десятиліттями після катастрофи. Ударна хвиля спричинила контузії, розрив нутрощів та очей.

### Радіація

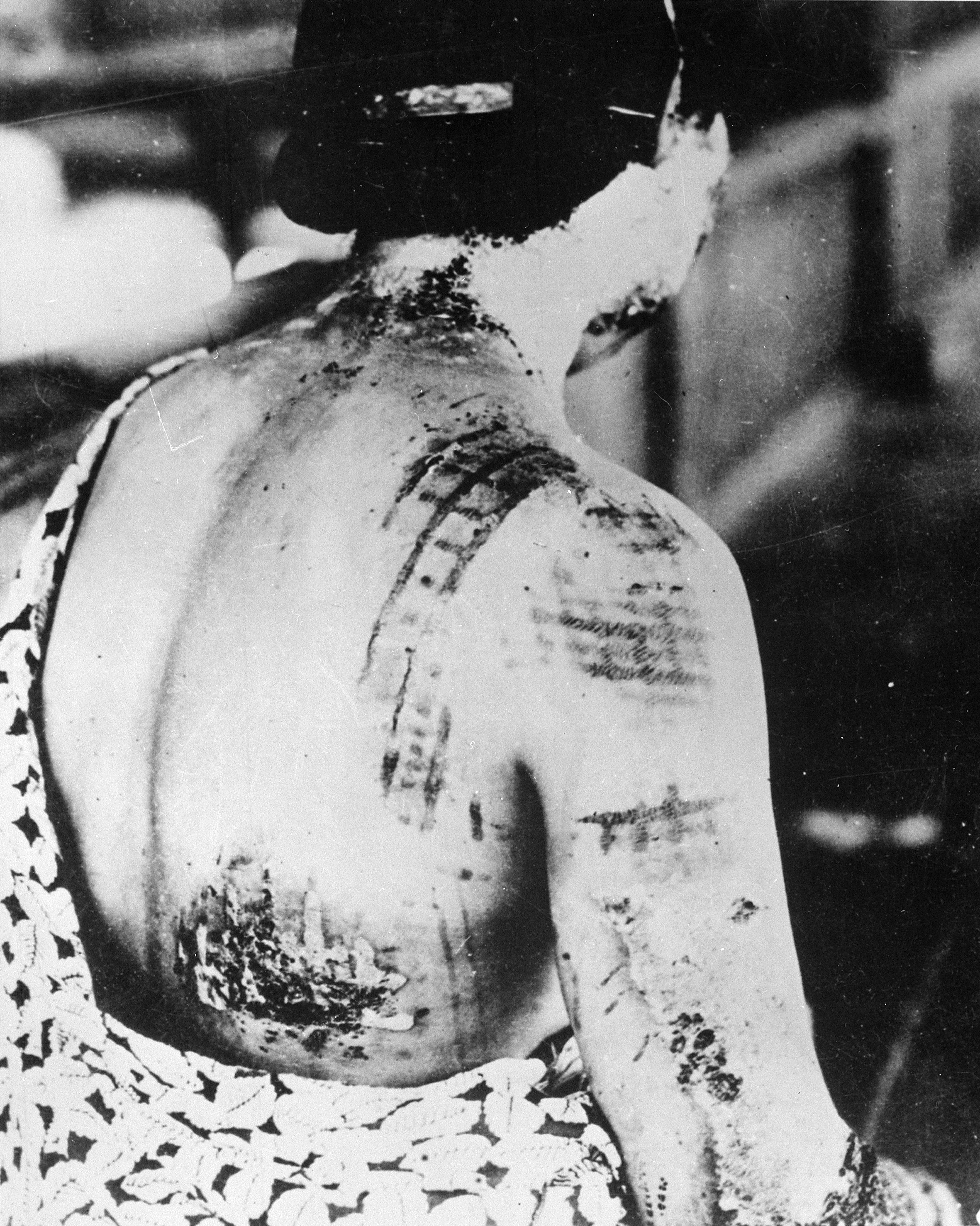
Потерпіла з опіками важкої тяжкості. На шкірі відбиток візерунку спіднього кімоно.

Кількість радіації в районі епіцентру вибуху обчислюється в 103 Зв (гамма-випромінювання) і 141 Зв (потоки нейтронів). В радіусі 500 м вона становила 28 Зв (гамма-випромінювання) і 31,5 Зв (потоки нейтронів). У цих зонах люди отримали смертельну дозу радіації й померли того ж дня або протягом місяця. У межах 5 км від епіцентру мешканці міста стали потерпати через Гострий радіаційний синдром. У перші дні він проявлявся через підвищення температури, діарею, блювання. Впродовж наступних двох тижнів випадало волосся. Через 20 днів на тілі виникали петехії та запалення ротової порожнини, руйнувався кістковий мозок і лімфатичні вузли, різко скорочувалася кількість лейкоцитів та тромбоцитів у крові. У постраждалих, що отримали дозу радіаці в 6 Зв, була зруйнована система травлення, тому більшість із них померла впродовж місяця після бомбардування.
Більшість людей, які вижили, але були уражені радіацією, мали променеву хворобу, яка призводила до лейкозу. Піком захворювань став період з 1951 по 1952 роки. Серед хіросімців найчастіше зустрічався хронічний мієлолейкоз. Ймовірність захворювання була прямо пропорційною дозі отриманої радіації. Ознаки лейкозу найшвидше проявлялися у молоді. Він супроводжувався зменшенням еритроцитів за рахунок збільшення лейкоцитів в крові, що призводило до порушення життєдіяльності організму. У 1950-х роках лейкоз був невиліковною хворобою, тому більшість хворих загинула. Серед них була 12-річна дівчинка Сасакі Садако, яка стала символом Хіросімської трагедії.
Серед інших хвороб, які мучили постраждалих, був рак залоз. Його викликали мутації, спричинені руйнуванням генів радіацією. Також вагітні жінки, які зазнали опромінення, народжували немовлят із фізичними вадами, хворих на мікроцефалію. Більшість таких дітей померли у юному віці. Генетичних вад у нащадків постраждалих, що народилися декількома роками після ядерного вибуху, виявлено не було.

### Психіка
Після 1945 року, через заборону американської окупаційної влади поширювати правдиву інформацію   про хіросімське бомбардування, радіацію та реальні наслідки катастрофи, в Японії виникла дискримінація щодо вихідців з Хіросіми. У японських засобах масової інформації радіацію представляли як заразну хворобу, а постраждалих від неї — розносниками хвороб[джерело?]. До кінця 1960-х років у японському суспільстві до хіросімців ставилися упереджено: з ними не одружувалися і не приймали на роботу за межами малої батьківщини. У зв'язку з цим чимало вихідців з Хіросіми приховували своє походження, а постраждалі через бомбардування рідко розповідали про свій трагічний досвід.
За даними повоєнних опитувань, приблизно третина жертв Хіросімської трагедії, які врятувалися, мали комплекс провини перед загиблими. Їх мучили докори сумління через те, що вони не змогли врятувати ближніх, врятувалися лише самі, або не могли напоїти спраглих, що помирали. Близько 10 % жертв бомбардування мали посттравматичні стресові розлади.

## Реакція на бомбардування
Ядерне бомбардування Хіросіми та Нагасакі спричинило численні протести науковців та військових, які вважали такі дії антигуманними.

### Відео
- Коли живеш з батьком… Образ Дзідзо. Художній фільм про ядерний вибух в Хіросімі.
- Документальний фільм 1945 року про бомбардування Хіросіми і Наґасакі (1)(англ.)
- Документальний фільм 1945 року про бомбардування Хіросіми і Наґасакі (2)(англ.)
- Документальний фільм 1945 року про бомбардування Хіросіми і Наґасакі (3)(англ.)
- Документальний фільм 1945 року про бомбардування Хіросіми і Наґасакі (4)(англ.)
- Документальний фільм 1945 року про бомбардування Хіросіми і Наґасакі (5)(англ.)

- ВВС В пам'ять тих, хто загинув і страждав (1)(англ.)
- ВВС В пам'ять тих, хто загинув і страждав (2)(англ.)
- ВВС В пам'ять тих, хто загинув і страждав (3)(англ.)
- ВВС В пам'ять тих, хто загинув і страждав (4)(англ.)
- ВВС В пам'ять тих, хто загинув і страждав (5)(англ.)
- ВВС В пам'ять тих, хто загинув і страждав (6)(англ.)
- ВВС В пам'ять тих, хто загинув і страждав (7)(англ.)
- ВВС В пам'ять тих, хто загинув і страждав (8)(англ.)
- ВВС В пам'ять тих, хто загинув і страждав (9)(англ.)
- ВВС В пам'ять тих, хто загинув і страждав (10)(англ.)